# Zarubicze (folwark)
Zarubicze (biał. Зарубічы; ros. Зарубичи) – dawny folwark na Białorusi, w obwodzie grodzieńskim, w rejonie grodzieńskim, w sielsowiecie Kwasówka. Znajdował się około 1,5 km na wschód od wsi Zarubicze. Zachowały się pojedyncze zabudowania.
W dwudziestoleciu międzywojennym miejscowość leżała w Polsce, w województwie białostockim, w powiecie grodzieńskim. Według Powszechnego Spisu Ludności z 1921 roku ówczesny folwark zamieszkiwało 15 osób, wszystkie były wyznania rzymskokatolickiego i deklarowały polską przynależność narodową. Był tu 1 budynek mieszkalny. Miejscowość należała do parafii rzymskokatolickiej i parafii prawosławnej w Indurze i podlegała pod Sąd Grodzki w Indurze i Okręgowy w Grodnie; właściwy urząd pocztowy mieścił się w Indurze. 16 października 1933 utworzyła gromadę Zarubicze os. w gminie Indura. Po II wojnie światowej weszła w struktury ZSRR.